# Tusitala yemenica
Tusitala yemenica là một loài nhện trong họ Salticidae.
Loài này thuộc chi Tusitala. Tusitala yemenica được Wanda Wesołowska & Antonius van Harten miêu tả năm 1994.